# John W. Foss

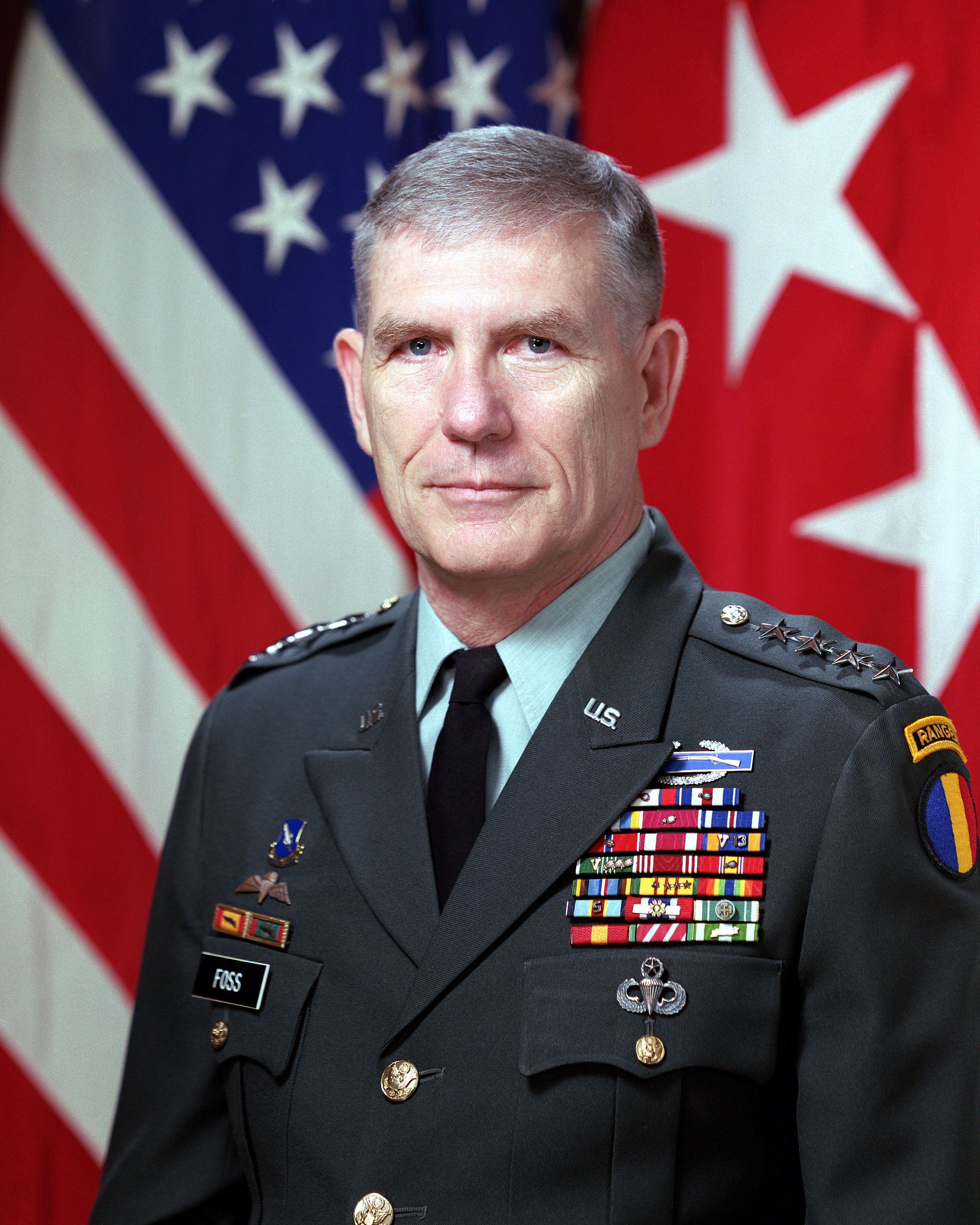
General John W. Foss (1989)

John William Foss (* 13. Februar 1933 in Hutchinson, Minnesota; † 25. April 2020) war ein US-amerikanischer Offizier und General der US Army, der unter anderem Kommandierender General des XVIII. Luftlandkorps (XVIII Airborne Corps) sowie zwischen 1989 und 1991 Kommandeur des Heereskommandos für Ausbildung und Einsatzschulung und -entwicklung TRADOC (US Army Training and Doctrine Command) war.

## Leben
John William Foss begann seine militärische Laufbahn im April 1950, als er in das 136. Infanterieregiment der Nationalgarde von Minnesota eintrat und 1951 in den aktiven Dienst der Infanterie übernommen wurde. Er absolvierte eine Offiziersausbildung an der US Military Academy in West Point und wurde nach deren Abschluss mit einem Bachelor of Science (B.Sc.) 1956 als Leutnant (Second Lieutenant) der Infanterie in die US Army übernommen. Es folgten zahlreiche Verwendungen als Offizier und Stabsoffizier wie zum Beispiel als Zugführer bei dem in der Bundesrepublik Deutschland stationierten 504. Infanterieregiment sowie bei dem im Libanon eingesetzten 187. Infanterieregiment sowie später als Kompaniechef einer Schützenkompanie des 3. Bataillons des in Südkorea stationierten 32. Infanterieregiments. Während des Vietnamkrieges war er Operationsoffizier der 4. Infanteriedivision (4th Infantry Division) sowie später als Major von 1967 bis 1968 Kommandeur des 3. Bataillons des 12. Infanterieregiments. Für seine dortigen militärischen Verdienst erhielt er zwei Mal den Silver Star, den Legion of Merit sowie das Distinguished Flying Cross. Er schloss ein postgraduales Studium im Fach Verwaltungswissenschaft am Shippensburg State College mit einem Master of Public Administration (MPA) ab und war sowohl Instrukteur an der US Military Academy als auch im Rahmen eines Austauschprogramms erster US-amerikanischer Instrukteur an der Royal Military Academy Sandhurst. Für seine Tätigkeit als Offizier im Trainings- und Ausbildungskommando von 1973 bis 1977 wurde er erneut mit dem Legion of Merit geehrt.
Foss war des Weiteren G-3-Stabsoffizier des III. US-Korps (III Corps) sowie von 1980 bis 1982 Chef der Vereinigten Militärischen Beratungsgruppe (Joint Military Advisory Group) auf den Philippinen, wofür er mit der Defense Superior Service Medal ausgezeichnet wurde. Als Brigadegeneral (Brigadier General) fungierte er als Kommandierender General des Ausbildungskommandos der in Deutschland stationierten Siebten US-Armee (Seventh US Army) sowie als Kommandeur der 3. Brigade der 1. Kavalleriedivision (1st Cavalry Division). Daraufhin war er als Generalmajor (Major General) zwischen März 1984 und Januar 1986 Kommandant der Heeres-Infanterieschule (US Army Infantry School) sowie Standortkommandant in Fort Benning sowie zugleich Chef der Infanterie (US Army Chief of Infantry). Anschließend war er als Nachfolger von Generalmajor Bobby B. Porter zwischen dem 10. Januar und seiner Ablösung durch Brigadegeneral Raphael J. Hallada am 10. Oktober 1986 Kommandeur der 82. Luftlandedivision (82nd Airborne Division).
Als Generalleutnant (Lieutenant General) wurde John W. Foss im Oktober 1986 Nachfolger von Generalleutnant James J. Lindsay als Kommandierender General des Kommandierender General des XVIII. Luftlandkorps (XVIII Airborne Corps) und verblieb in dieser Verwendung bis zu seiner Ablösung 1988 durch Generalleutnant Carl W. Stiner. Für seine dortigen Verdienste erhielt er die Army Distinguished Service Medal. Anschließend fungierte er von 1988 bis 1989 als stellvertretender Chef des Stabes des Heeres für Operationen und Planung (Deputy Chief of Staff for Operations and Plans) und wurde für seine dortigen Leistungen erneut mit der Army Distinguished Service Medal geehrt. Zuletzt löste General Foss am 2. August 1989 General Maxwell R. Thurman als Kommandeur des Heereskommandos für Ausbildung und Einsatzschulung und -entwicklung TRADOC (US Army Training and Doctrine Command) ab und verblieb auf diesem Posten bis zum 22. August 1991, woraufhin General Frederick M. Franks junior seine Nachfolge antrat. Für seine Verdienste in dieser Verwendung erhielt er zum dritten Mal die Army Distinguished Service Medal sowie des Weiteren die Air Force Distinguished Service Medal. Am 1. September 1991 trat er schließlich in den Ruhestand.
Nach seinem Eintritt in den Ruhestand war er Vorsitzender der Kommission des Heeres-Reservekommandos (US Army Reserve Command) sowie Berater verschiedener Unternehmen der Rüstungs- und Verteidigungsindustrie. Des Weiteren engagierte er sich als Mitglied des Beirates des (Jewish Institute for National Security Affairs), einer konservativen Denkfabrik, sowie der National Infantry Foundation. Er unterrichtete ferner als Leitender Mentor das Fach Kriegsführung am Armed Forces Staff College und ist auch Leitender Wissenschaftler (Senior Fellow) am Institut für Landkriegsführung der Association of the United States Army (AUSA). 1995 wurde er in die US Army Ranger Hall of Fame aufgenommen und im September 2009 mit dem Doughboy Award der National Infantry Association ausgezeichnet. Im Mai 2013 erhielt er den Titel Distinguished Graduate at West Point.
Aus seiner Ehe mit Gloria Foss, die 2014 verstarb, gingen zwei Söhne und eine Tochter hervor.

## Auszeichnungen
Auswahl der Dekorationen, sortiert in Anlehnung der Order of Precedence of Military Awards:
- Army Distinguished Service Medal (3 ×)
- Air Force Distinguished Service Medal
- Silver Star (2 x)
- Defense Superior Service Medal
- Legion of Merit (2 ×)
- Distinguished Flying Cross
- Bronze Star (2 x)
- Meritorious Service Medal
- Air Medal (13 ×)
- Army Commendation Medal
- Army Good Conduct Medal
- National Defense Service Medal (2 x)
- Armed Forces Expeditionary Medal
- Vietnam Service Medal (5 x)
- Army Service Ribbon
- Army Overseas Service Ribbon